# Palazzo Pio

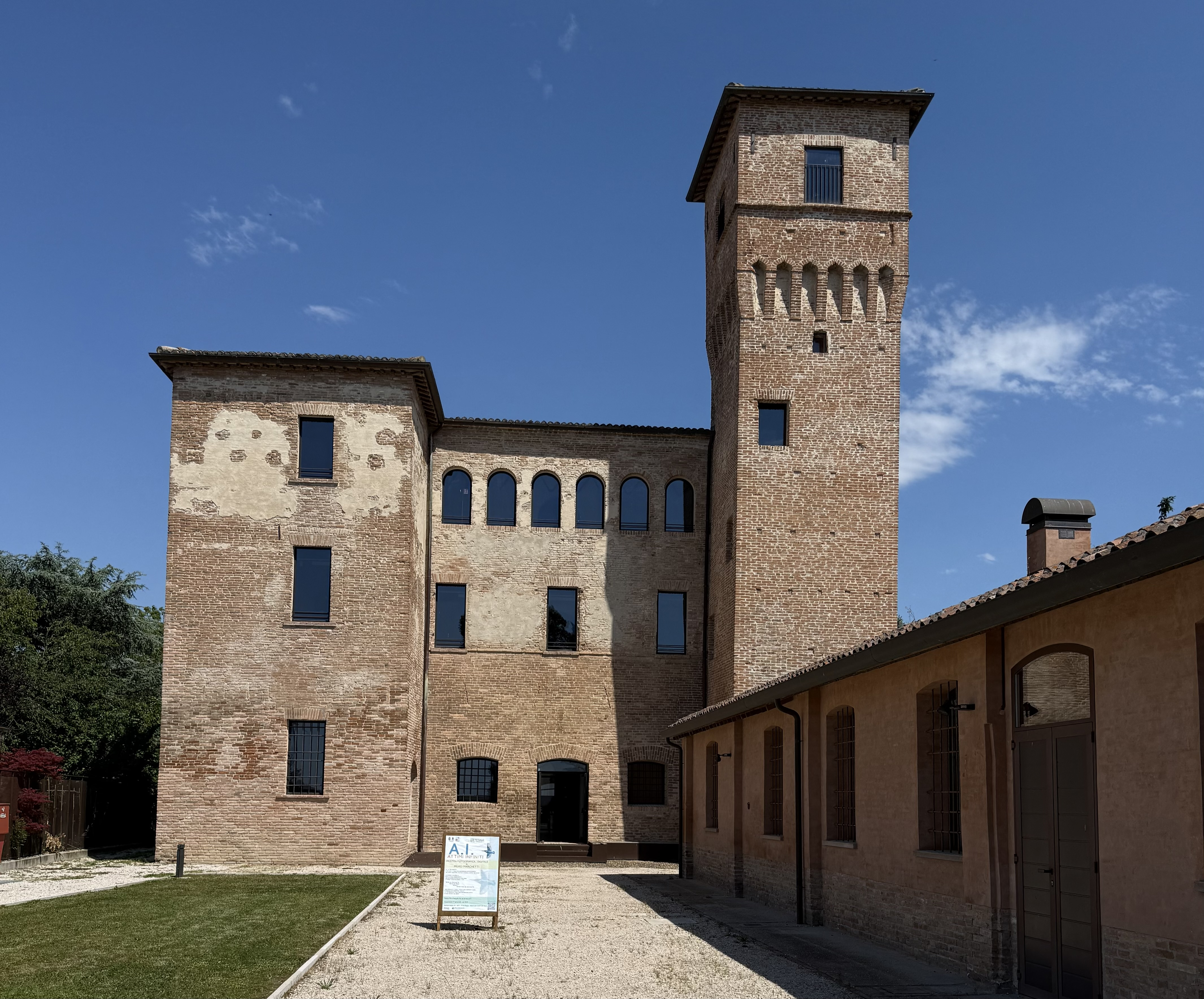
Palazzo Pio (2025)

Der Palazzo Pio ist ein Adelspalast aus dem 16. Jahrhundert in Tresigallo in der italienischen Region Emilia-Romagna.

## Geschichte
Den Palast ließ Alessandro Feruffino, ein Kapitän der Miliz des Herzogs Alfonso I. d’Este, zwischen 1517 und 1531 in dem „La Motta“ genannten Lehen bauen. Die Immobilie in Tresigallo stammte von seiner Gattin, Caterina Machiavelli Dalle Frutta. Von ihr erbte sie ihre Tochter Ippolita, die mit Federico Quais (genannt Quaino) aus Mantua verheiratet war. Diese wiederum vererbte sie ihrer Tochter, Fiordimonte Quaina, die mit Giovanni Francesco Nigrisoli verheiratet war.
1622 übernahmen die Gualengos den Palast, aber 1653 wies die erzbischöfliche Liegenschaftsverwaltung das Anwesen dem Kardinal Carlo Pio di Savoia dem Jüngeren zu, da die Gualengos keine männlichen Erben hatten. Vom Kardinal fiel der Palast an dessen Enkel: In dieser Zeit wurde die Residenz von den Bauernhöfen des Lehens genutzt. Nach dem Aussterben des spanischen Zweiges der Familie im Jahre 1776 fiel der Palazzo Pio an die Falcòs und danach, in der Zeit der französischen Besetzung, an die öffentliche Verwaltung. In der Folge wurde der Palast nacheinander an eine lange Reihe von Eigentümern verkauft und 1872 gelangte er an die Società bonifiche territori ferraresi (dt.: Landgewinnungsgesellschaft von Ferrara). Nur der Palast (ohne Ländereien) wurde 1914 erneut in private Hände verkauft, bis ihn 2009 die Gemeinde Tresigallo erwarb.

## Beschreibung
Das Gebäude hat einen quadratischen Grundriss und drei Stockwerke; die angeschrägten Mauern bestehen aus massiven Backsteinen und die Geschossdecken aus Holz. An die (südliche) Hauptfassade schließen sich zwei Türme an, von denen der höhere eine Treppe mit Tonnengewölbe in Backstein besitzt. Ursprünglich war vor der Fassade eine Vorhalle mit Säulen angebracht, die aber später abgerissen wurde.
Der Palast zeigt Spuren von zahlreichen weiteren, späteren Umbauten (Zumauern von Fenstern an der Fassade, Überladungen und Änderung der Raumaufteilung im Inneren). An den höheren Turm schließen sich moderne Räume für die Dienstboten an, wogegen andere, ältere Räume mit der Zeit abgerissen wurden.
Der Turm musste Verteidigungsaufgaben für den Palast und seine Ausstattung erfüllen, die mit landwirtschaftlichen Tätigkeiten verbunden ist. In den 1940er-Jahren konnte man noch Spuren von Fresken sehen, aber heute sind die Wände vollständig übertüncht.